# فریدا (رود)
فریدا رودی در ایالت هسن در غرب کشور آلمان است. 